# کرگ مورگان (بازیکن فوتبال)
کرگ مورگان (انگلیسی: Craig Morgan؛ زادهٔ ۱۶ ژوئن ۱۹۸۵) بازیکن فوتبال اهل بریتانیا است.
از باشگاه‌هایی که در آن بازی کرده‌است می‌توان به باشگاه فوتبال ویگان اتلتیک، باشگاه فوتبال پرستون نورث اند، باشگاه فوتبال میلتون کینز دونز، باشگاه فوتبال روترهام یونایتد، باشگاه فوتبال پیتربورو یونایتد، و باشگاه فوتبال ورکسام اشاره کرد.
وی همچنین در تیم‌های ملی فوتبال Wales national under-17 football team, Wales national under-19 football team، زیر ۲۱ سال ولز، و ولز بازی کرده‌است.